# Florida (ort i Argentina)
Florida är en ort i Argentina.   Den ligger i provinsen Buenos Aires, i den centrala delen av landet, i huvudstaden Buenos Aires. Florida ligger 27 meter över havet och antalet invånare är 48 158.
Terrängen runt Florida är mycket platt. Havet är nära Florida åt nordost. Runt Florida är det mycket tätbefolkat, med 10 000 invånare per kvadratkilometer.. Närmaste större samhälle är Buenos Aires, 13,7 km sydost om Florida. 
Runt Florida är det i huvudsak tätbebyggt.